# The Capital Group Companies
 (avril 2023).
The Capital Group Companies (ou Capital Group, CGC) est l'un des trois plus grands organismes de gestion de fonds de pension au monde, avec The Vanguard Group et Fidelity Investments.

## Généralités
Cette société, fondée en 1931 par Jonathan Bell Lovelace pendant la Grande Dépression économique, est basée à Los Angeles. Elle emploie 7 000 associés (partners) répartis dans 23 bureaux dans le monde dont Londres, Genève, Sydney, Toronto, Tokyo, Hong Kong, Bombay et Singapour.
Au niveau des structures de management et des pôles d'activité de la holding, les activités se répartissent actuellement entre les filiales suivantes : Capital Research and Management Company (CRMC), American Funds, Capital Bank and Trust, Capital Guardian, et Capital Group International Inc. (CGII).
Capital Group Companies s'engage également dans des investissements de portefeuille privés. Par exemple, Capital International, gère indirectement le Morgan Stanley Capital International. En 2008, Capital Research and Management Company (CRMC) scinde en deux nouvelles entités indépendantes son pôle d'investissement privé : Capital Research Global Investors et Capital World Investors.
Capital Group Companies fait valoir que ses deux filiales CGII et CRMC (qui gère 30 millions de comptes pour investisseurs individuels) disposent d'équipes et de stratégies différentes et que les deux fonds n'agissent donc pas de concert.
La stratégie annoncée d'investissement de Capital Group ainsi que son code d'éthique privilégient les prises de participation à long terme. Les gestionnaires de Capital Group ne se veulent ni arbitragistes, ni « raiders » ou lobbyistes, tentant de faire pression sur le management pour promouvoir, par exemple, des cessions d'actifs ou des changements brutaux de stratégie.

## Activités dans le monde

### Allemagne
- Bayer (10,018 %)
- Böwe Systec (5,10 %)
- Commerzbank (5,06 %)
- Continental (5,10 %)
- Fraport (5,07 %)
- GEA Group (4,985 %)
- Infineon Technologies (4,10 %)
- SAP (3,19 %)
- Siemens (3,02 %)
- Volkswagen (4,097 % participation, 5,6 % droit de vote)
- Linde (ca. 10 % participation)

### Autriche
- Telekom Austria Group (10,01 %) « http://www.telekomaustria.com/presse/news/0414-Boersegesetz.php »(Archive.org • Wikiwix • Archive.is • Google • Que faire ?)

### Chine
- BYD(9,92 %)

### France
En août 2005, Capital Group International Inc. (CGII) détenait 8,80 % du capital d'Accor. Sa société sœur, Capital Research and Management Company (CRMC), détenait, elle, 5,20 % du groupe hôtelier. Capital Group Companies, contrôlait de fait 14 % d'Accor, détrônant alors le premier actionnaire, la Caisse des dépôts et consignations (CDC), dont la participation s'élevait à 7,6 % au 31 décembre 2004. Au cours de cette année, Capital Group possédait également des parts significatives chez Bouygues (8,11 % via CGII), Schneider (5,14 % via CGII) et Veolia (7,08 % via CRMC).
En août 2006, l'Autorité des marchés financiers annonçait que CGII détenait 5,13 % du capital du Groupe Thales et 3,52 % des droits de vote du groupe d'électronique de défense.
En octobre 2006, Capital Group International annonce qu'elle franchit la barre des 5 % dans le capital de Rhodia, par suite d'une acquisition d'actions Rhodia sur le marché boursier.
En juin 2009, dans un avis de l'AMF, la société Capital Research and Management Company (CRMC) annonçait avoir franchi le seuil de 10 % du capital de la société Michelin.
En octobre 2009, CRMC franchissait le seuil des 10 % du capital du groupe français Pernod Ricard. Au 1er janvier 2010, toujours selon l'AMF, CRMC franchissait le seuil de 10 % du capital de Pernod Ricard, passant à 12,35 %.
En janvier 2010, dans un communiqué de l'AMF, CRMC annonçait avoir franchi à la hausse le seuil de 5 % du capital de Schneider Electric à 8,02 %, et le seuil de 10 % du capital de Suez Environnement à 10,85 %.
En mars 2010, dans un communiqué de l'AMF, CRMC annonçait avoir franchi à la baisse le seuil de 5 % du capital de Rhodia et à la hausse le seuil des 10 % du capital d'Air France à 10,12 %.
Le 7 octobre 2011, CRMC déclarait via l'AMF avoir franchi à la hausse le seuil de 5 % du capital de la Société générale et détenir 5,23 % du capital et 4,66 % des droits de vote du groupe bancaire.
Le 21 février 2013, CRMC déclarait à l'AMF avoir franchi en hausse les seuils de 5 % du capital et des droits de vote de Renault et détenir 5,01 % du capital et des droits de vote du constructeur automobile au losange.
Le 18 juillet 2013, CRCM déclare avoir franchi, à la hausse, le seuil de 5 % du capital d'Alcatel-Lucent et détenir 5,09 % du capital et 4,99 % des droits de vote.
Le 9 décembre 2013, CRCM déclare avoir franchi, à la hausse, le seuil de 10 % des droits de vote d'Alcatel-Lucent et détenir 11,87 % du capital et 11,64 % des droits de vote.
Le 7 janvier 2014, CRCM déclare avoir franchi, à la baisse, le seuil de 5 % du capital et des droits de vote de Renault et détenir 4,93 % du capital et des droits de vote.
Le 18 décembre 2014, The Capital Group Companies déclare avoir franchi en hausse le seuil des 5 % du capital de Groupe Eurotunnel et détenir 27 692 000 actions représentant autant de droits de vote, soit 5,03 % du capital et 4,34 % des droits de vote de l'opérateur du Tunnel sous la Manche.
Le 31 mars 2015, The Capital Group Companies déclare avoir franchi en hausse le seuil des 5 % du capital du Groupe Société Générale et détenir 5,02 % du capital et 4,61 % des droits de vote du groupe bancaire.
Le 7 juillet 2015, The Capital Group Companies déclare avoir franchi le seuil des 5 % du capital de Safran. La société de droit américain détient à présent 20.898.912 actions représentant autant de droits de vote, soit 5,01 % du capital et 4,08 % des droits de vote du groupe industriel et technologie français. Ce franchissement de seuil résulte d'une acquisition d'actions Safran sur le marché.
Le 23 décembre 2015, The Capital Group Companies déclare avoir franchi le seuil des 5 % du capital de Publicis en détenant exactement 5,05 % du capital et 4,53 % des droits de vote.
Le 28 juin 2017, The Capital Group Companies déclare avoir franchi le seuil des 10,15 % du capital de Pernod-Ricard.
Le 28 février 2019, The Capital Group Companies annonce avoir franchi à la baisse le seuil des 5 % du capital d'Air France-KLM en ne détenant plus que 24 actions et autant de droits de vote.
Le 13 août 2020, The Capital Group Companies déclare à l'AMF avoir franchi en hausse le seuil de 5 % des droits de vote de Société Générale et détenir 5,45 % du capital et 5,04 % des droits de vote de la banque.

### Russie
- Rambler (3,29 %)

### Suisse
- Geberit (5,0518 %)